# Xestia aequaeva
Xestia aequaeva is een vlinder uit de familie uilen (Noctuidae). De wetenschappelijke naam is voor het eerst geldig gepubliceerd in 1934 door Benjamin.
De soort komt voor in Europa.